# 구기자

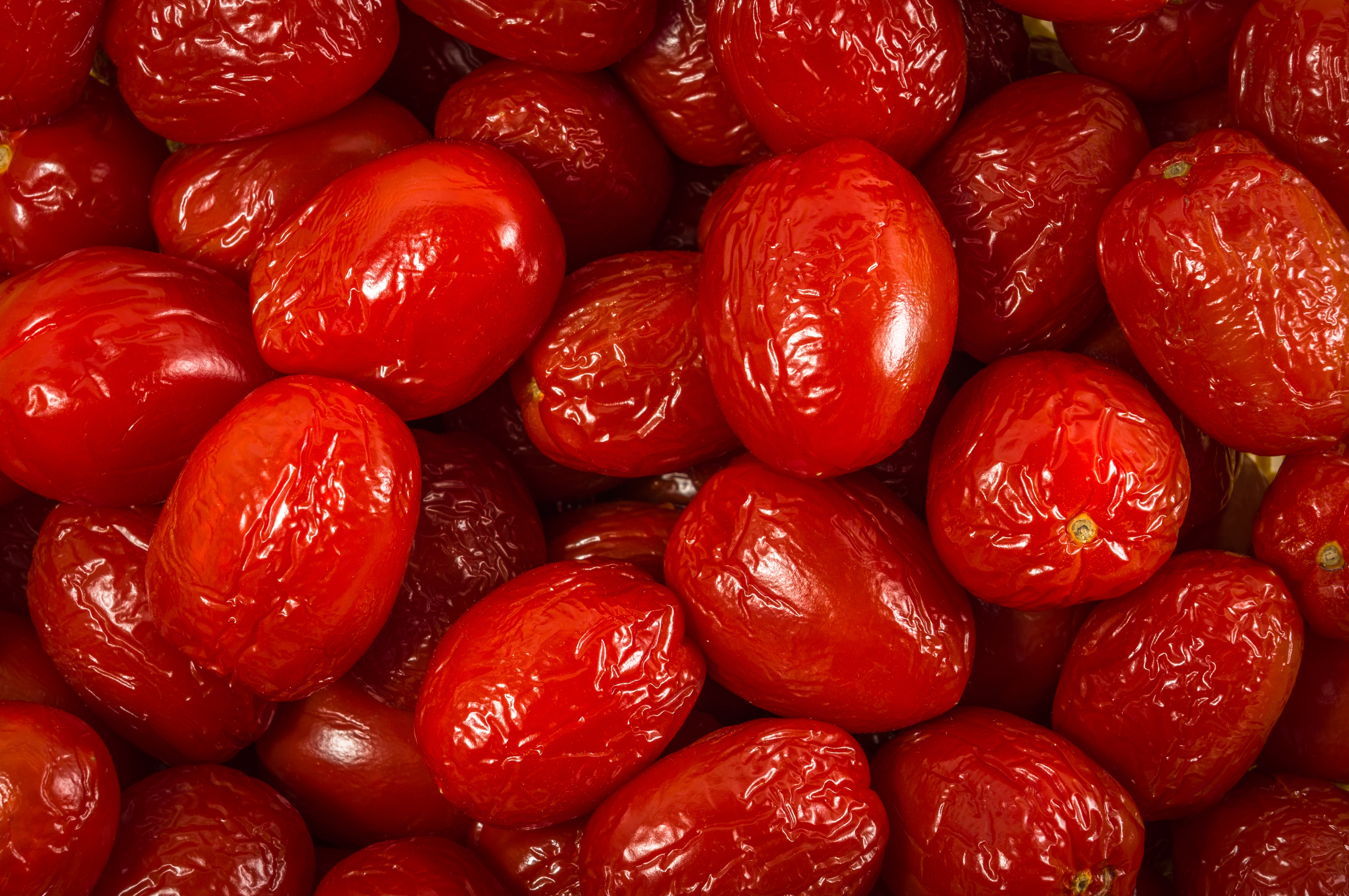
구기자

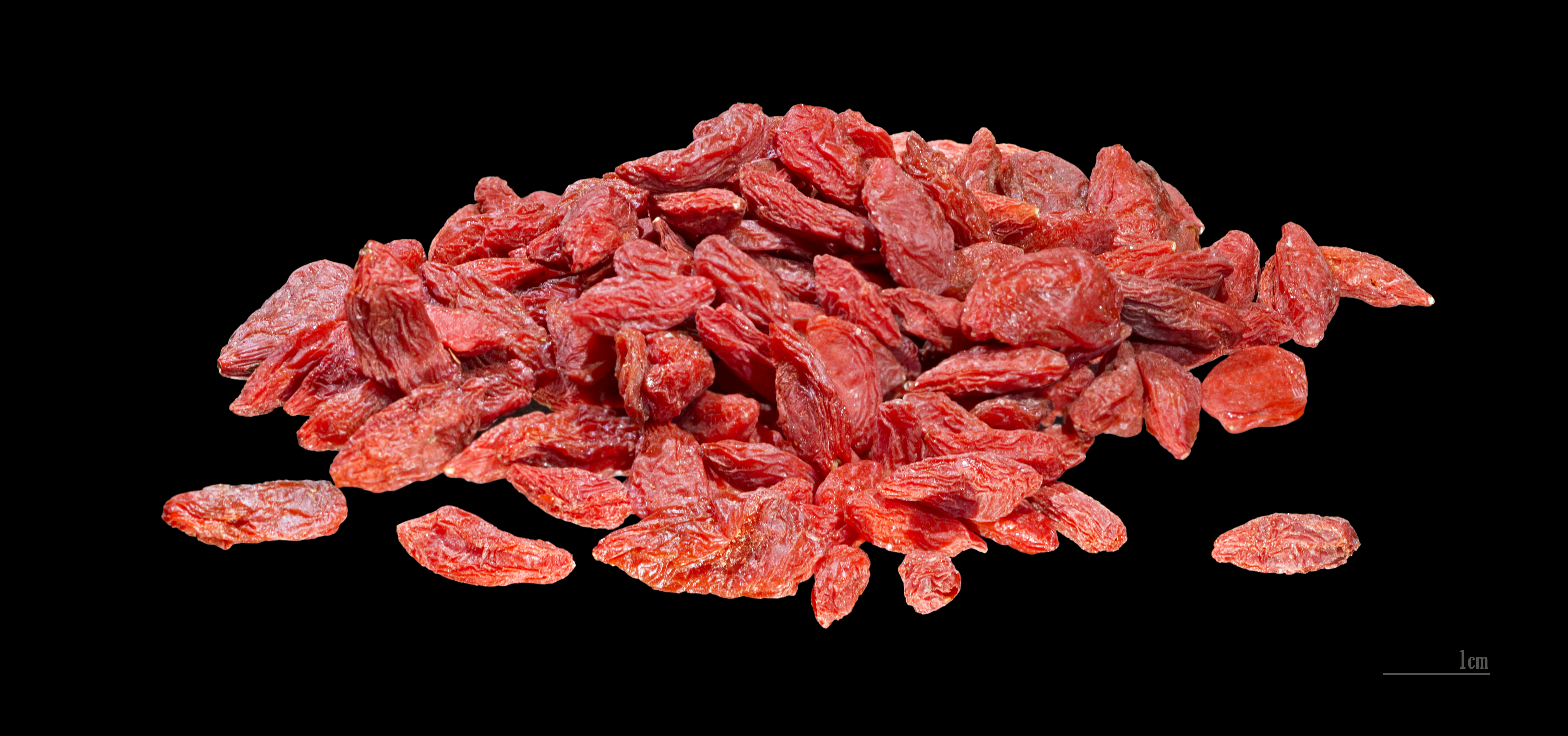
말린 구기자

구기자(枸杞子)는 구기자나무(Lycium chinense)나 영하구기자(L. barbarum)의 열매이다. 한국에서는 구기자나무(L. chinense)를, 중국에서는 영하구기자(L. barbarum)를 기원식물로 정의하며, 일본에서는 두 가지 모두를 기원식물로 삼고 있다. 한국은 구기자나무(Lycium chinense Miller) 또는 기타 동속식물의 열매를 사용한다. 중국은 영하구기자(Lycium barbarum L.:寧夏拘杞子)를 사용하고 일본은 구기자나무(Lycium chinense Miller)및 영하구기자(Lycium barbarum L.:寧夏拘杞子)를 사용한다. 영어권에서는 고지, 고지베리, 울프베리(영어: goji, goji berry, wolfberry)라고 불린다.

## 쓰임새
한방에서 열매를 해열제·강장제로 이용하고, 차로 달이거나, 술을 담가 먹기도 한다. 어린순은 나물로 먹는다. 그 외에도 구기자를 기름으로 짜내어져서 만드는 경우도 있다.

## 구기자의 효능
열매는 익정명목, 자보간신의 효능이 있고 두운, 목현, 소갈, 유정 및 요슬산연, 허로해수(기침)를 치료한다.
독성물질을 배출하거나 해독에 도움이 되며 꾸준히 섭취하면 노화를 방지할 뿐만 아니라 지방대사가 원활해져 단기간 다이어트에 도움이 된다. 또 몸을 따뜻하게 해주기 때문에 지방간 제거, 신경 쇠약, 만성 간질환 치료 등에 다양한 효능이 있다.

## 같이 보기
- 오미자